# Michaelerberg-Pruggern
Michaelerberg-Pruggern è un comune austriaco di 1 145 abitanti nel distretto di Liezen (subdistretto di Gröbming), in Stiria. È stato creato il 1º gennaio 2015 dalla fusione dei precedenti comuni di Michaelerberg e Pruggern; capoluogo comunale è Pruggern.